# Qualificazioni al campionato mondiale femminile di calcio 2003
Questa voce raccoglie un approfondimento sulle gare di qualificazione alla fase finale del campionato mondiale femminile di calcio 2003.

## CAF
Le due squadre qualificate alla fase finale del mondiale sono state le due finaliste del campionato africano 2002.
Squadre qualificate:
- Nigeria (vincitrice campionato africano 2002)
- Ghana (finalista campionato africano 2002)

## AFC
Le squadre qualificate alla fase finale del mondiale sono la vincitrice, la finalista e la 3ª classificata della Coppa d'Asia femminile 2003. La 4ª classificata del Giappone dovrà disputare uno spareggio in doppio confronto con la 3ª classificata della CONCACAF.
Squadre qualificate:
- Cina (vincitrice AFC Women's Championship)
- Corea del Sud (finalista AFC Women's Championship)
- Corea del Nord (3° AFC Women's Championship)
- Giappone (vincitrice dello spareggio contro il Messico)

## UEFA
Un totale di 16 squadre sono divise in quattro gruppi nominati di Classe A in cui le prime classificate vengono qualificate automaticamente alla fase finale del torneo mentre le 2° classificate si sfideranno in due partite di andata e ritorno dove la vincitrice dei playoff si unirà alle altre già presenti.
Squadre qualificate:
- Svezia (1ª classificata nel gruppo 1);
- Russia (1ª classificata nel gruppo 2);
- Germania (1ª classificata nel gruppo 3);
- Norvegia (1ª classificata nel gruppo 4);
- Francia (vincitrice spareggio).

## CONCACAF
Il torneo CONCACAF Women's Gold Cup 2002 è servito come metodo di qualificazione alla fase finale del mondiale dove la vincitrice Stati Uniti già paese organizzatore ha concesso la posizione alla finalista e la 3ª classificata del Messico ha l'opportunità di aggiudicarsi la qualificazione tramite uno spareggio con la 4ª del torneo AFC.
Squadre qualificate:
- Canada (finalista del CONCACAF Women's Gold Cup)
- Stati Uniti (paese organizzatore)

## OFC
La vincitrice del torneo OFC Women's Championship 2003 viene automaticamente qualificata alla fase finale del mondiale.
Squadra qualificata:
- Australia (vincitrice del OFC Women's Championship)

## CONMEBOL
La quarta edizione del Campionato sudamericano femminile di calcio tramite la vincitrice e la finalista del torneo determina le squadre automaticamente qualificate alla fase finale della competizione mondiale.
Squadre qualificate:
- Brasile (vincitrice della Copa América Femenina)
- Argentina (finalista della Copa América Femenina)

## Spareggio AFC-CONCACAF
Allo spareggio hanno preso parte il Giappone, quarta classificata nella Coppa d'Asia femminile, e il Messico, terzo classificato nella Women's Gold Cup. La vincitrice si è qualificata al campionato mondiale. Il sorteggio per definire chi giocava in casa la gara di andata si è tenuto a Zurigo il 4 marzo 2003. La gara di andata si è disputata 10 luglio 2003 e la gara di ritorno il 12 luglio 2003.
| Squadra 1 | Totale | Squadra 2 | Andata | Ritorno |
| --------- | ------ | --------- | ------ | ------- |
| Messico   | 2 - 4  | Giappone  | 2 - 2  | 0 - 2   |